# Robinson R66
Robinson R66 je pětimístný lehký vrtulník vyráběný od roku 2010 americkou společností Robinson Helicopter Company. Jedná se o první vrtulník společnosti Robinson Helicopter Company, který má samostatný oddělený zavazadlový prostor. Vrtulníky jsou poháněny motory Rolls-Royce RR300. Model R66 získal certifikaci FAA 25. října 2010 a od listopadu téhož roku jsou vrtulníky dodávány zákazníkům.

## Vývoj

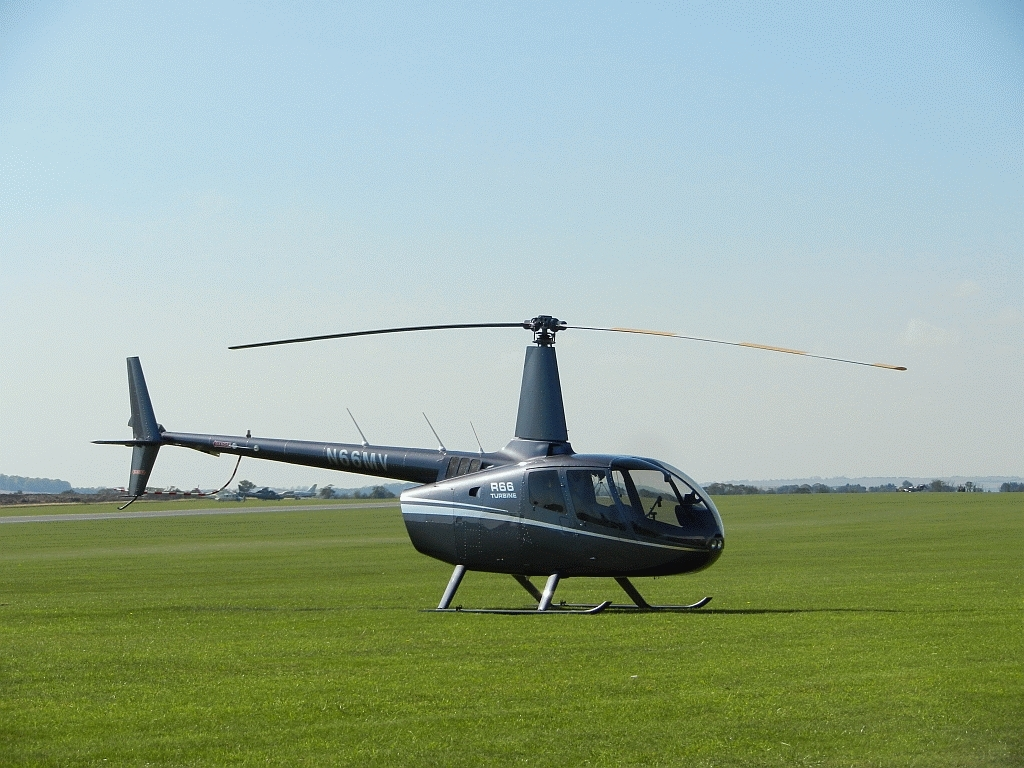
Robinson R66

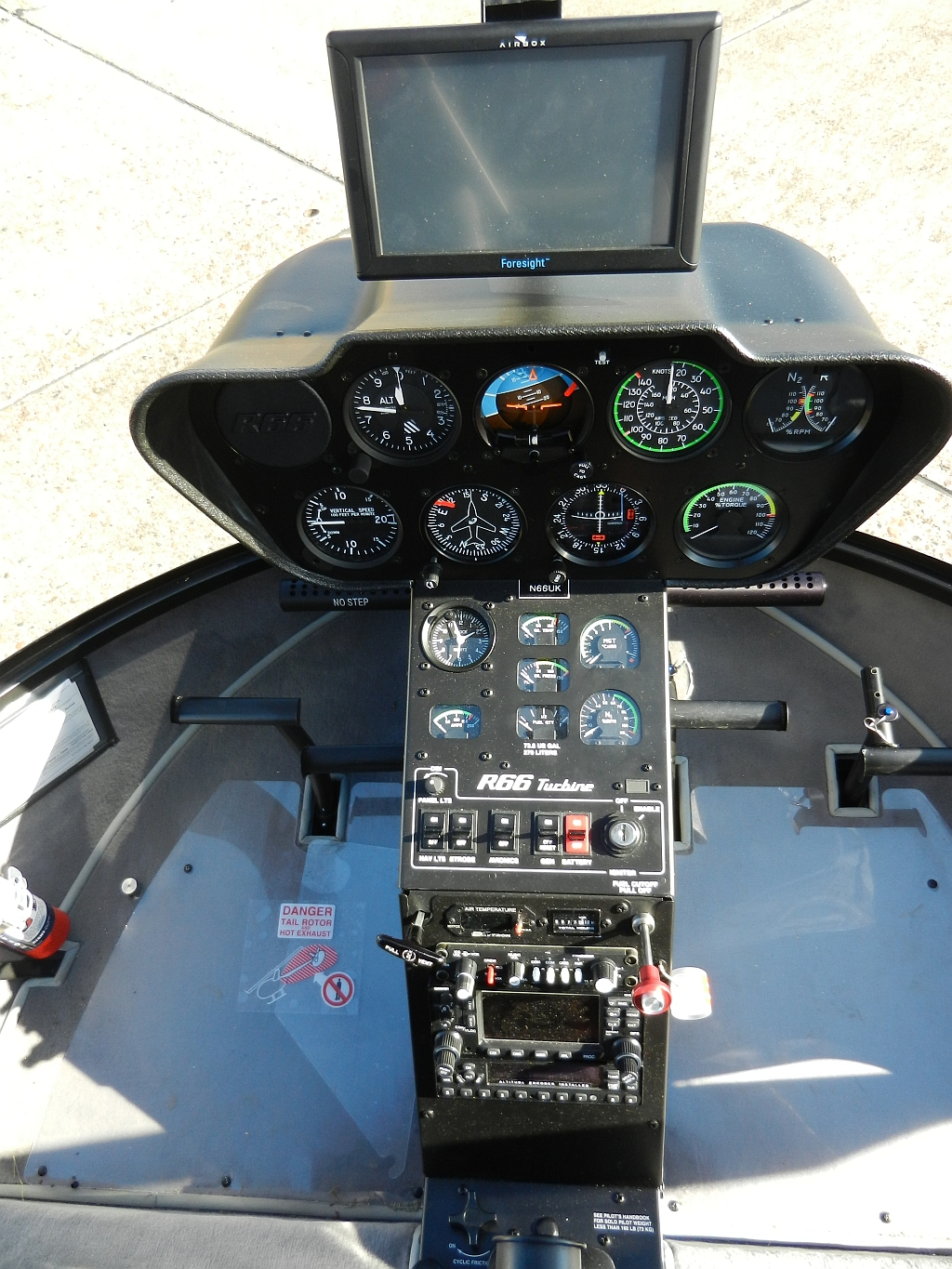
Přístrojová deska R66

V roce 2007 bylo oznámeno, že společnost Robinson Helicopter Company vyvíjí vrtulník R66. Jednalo se o první vrtulník této společnosti, který využívá turbínový motor k pohonu. Vrtulník měl svými parametry konkurovat především strojům společností Bell Helicopter Textron a Eurocopter. Velká část konstrukce modelu R66 je založena na menším vrtulníku Robinson R44. Pro nový model R66 neexistoval vhodný turbohřídelový motor, proto společnost Rolls-Royce vyvinula nový motor Rolls-Royce RR300.
V červnu 2009 oznámila společnost Robinson Helicopter Company, že vývoj stroje trvá déle, než se předpokládalo, ale že očekává, že k prvním dodávkám zákazníkům dojde na počátku roku 2010. Certifikace FAA byla vrtulníku udělena 25. října 2010 a od listopadu 2010 jsou vrtulníky dodávány zákazníkům. 

## Konstrukce

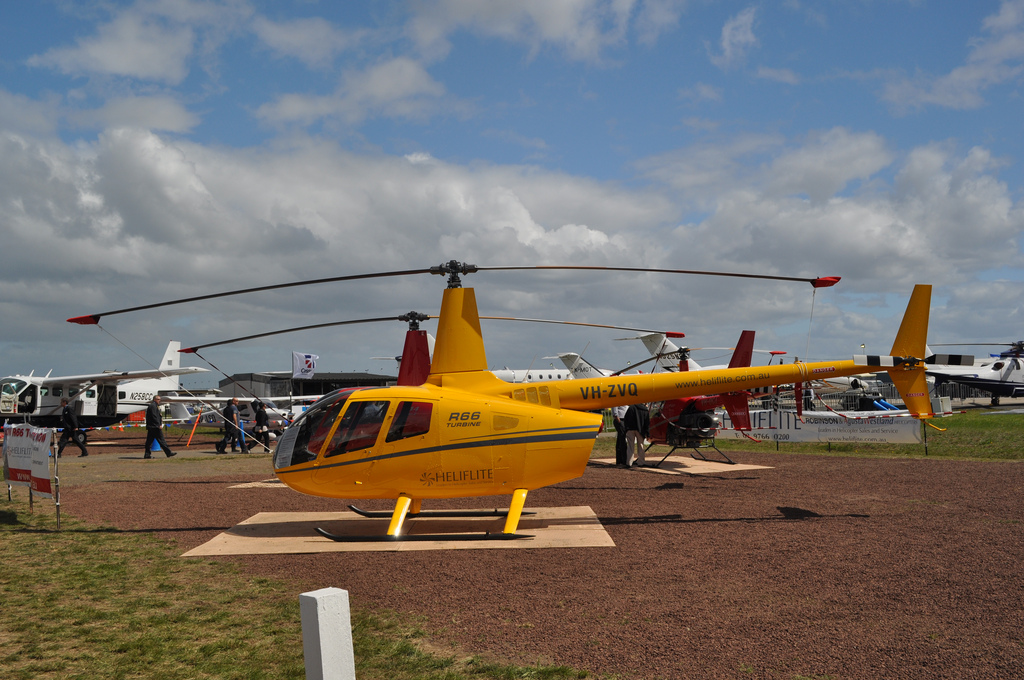
Robertson R66 Turbine sériová verze na Avalon Air Show 28. února 2011

Robinson R66 je jednomotorový lehký vrtulník s dvoulistým hlavním rotorem, dvoulistým vyrovnávacím tlačným rotorem a ližinovým podvozkem. Konstrukce vrtulníku je vyrobena z kompozitních materiálů, využívá hliníkové slitiny a chromovou ocel. R66 disponuje, stejně jako menší model R44, elektromechanickou přístrojovou deskou a jako první Robinson nákladovým prostorem, který pojme až 140 kg.
Vrtulník je poháněn motorem Rolls-Royce RR300, který byl vyvinut speciálně pro R66. Tento motor je kompaktnější než pístový motor Lycoming O-540, který pohání menší model R44. I díky novému motoru má R66 nižší prázdnou hmotnost než R44.

## Uživatelé
Vrtulníky R44 jsou užívány mnoha civilními leteckými společnostmi, leteckými kluby a pro jiné soukromé účely.

## Nehody
Během prvních dvou let výroby došlo ke dvěma vážným nehodám, které měly za následek tři mrtvé. Jedna z nehod nese znaky tzv. „in-flight break-up“, tedy rozpadnutí ve vzduchu.

## Specifikace (R66)

### Technické údaje
- Posádka: 1 pilot
- Užitečná zátěž: 5 osob (včetně pilota)
- Průměr rotoru: 10,06 m
- Délka: 11,66 m
- Výška: 3,48 m
- Prázdná hmotnost: 581 kg
- Maximální vzletová hmotnost: 1225 kg
- Pohonná jednotka: 1× turbínový motor Rolls-Royce RR300 o výkonu 220 kW

### Výkony
- Maximální rychlost: 250 km/h
- Cestovní rychlost: 225 km/h
- Praktický dostup: 4300 m
- Dolet: 600 km

### Podobné vrtulníky
- Bell 206
- MD Helicopters MD 500
- Sikorsky S-333